# استان پیچینچا
استان پیچینچا (به اسپانیایی: Provincia de Pichincha) یکی از استان‌های اکوادور است. استان پیچینچا ۹٬۵۳۵٫۹۱ کیلومتر مربع مساحت و ۲٬۵۷۶٬۲۸۷ نفر جمعیت دارد.